# Malili Muliaina
Junior Malili Muliaina, besser bekannt als Mils Muliaina (* 31. Juli 1980 in Salesi, Samoa) ist ein Rugby-Union-Nationalspieler für die neuseeländischen All Blacks. Er wurde in Salesi (Samoa) geboren, jedoch zog er im Alter von zwei Jahren mit seiner Familie nach Invercargill. In Southland spielte er in verschiedenen Jugendmannschaften und ging zuerst auf die Cargill High School, später dann auf die Southland Boys’ High School, wo er so gut Rugby spielte, dass er 1998 ein Stipendium für die Kelston Boys’ High School in Auckland angeboten bekam.
Muliaina spielte für die NZ Secondary Schools XV und gewann mit der Mannschaft den Weltmeisterschaftstitel 1998. Im folgenden Jahr wiederholte er dies mit der U-19 und in den Jahren 2000 und 2001 war er Teil der U-21 Weltmeisterschaftskader (NZ Colt). Muliaina kam 2001 zu der Super-12-Mannschaft der Blues und war Teil jener Mannschaft, die den Super 12-Titel im Jahr 2003 holte.
Muliainas Nationalmannschafts-Debüt für die All Blacks war am 14. Juni 2003 gegen England im Westpac Stadium in Wellington. Er war im Kader der All Blacks für die Rugby-WM 2003, bei der er sieben Versuche erzielte. Im Jahr 2004 war er der einzige Spieler, der für jedes Länderspiel, das die All Blacks bestritten, nominiert wurde. Muliaina hat auch in elf Turnieren für die neuseeländische Siebener-Rugby-Nationalmannschaft gespielt und gewann mit ihr die Goldmedaille bei den Commonwealth Games 2002 in Manchester.
Trotz der Erfahrungen, die er als Innendreiviertel sammelte, spielt Muliaina normalerweise als Schlussmann, eine Position, auf der er derzeit als einer der besten Spieler der Welt angesehen wird. Zurzeit spielt er für Waikato im Air New Zealand Cup und für die Chiefs in der Super 14. Muliaina ist momentan die erste Wahl auf der Position des Schlussmannes für die All Blacks.